# SV-DJK Kolbermoor
Der SV-DJK Kolbermoor ist ein Sportverein aus Kolbermoor. Die Tischtennis-Damenmannschaft spielt in der 1. Bundesliga.

## Geschichte
Der Verein wurde im Jahre 1867 als SV Kolbermoor e. V. 1867 gegründet und fusionierte im Jahr 1999 mit dem SB-DJK Kolbermoor e. V.

## Tischtennis
Dem Tischtennis-Damenteam gelang seit der Oberligasaison 2009/2010 in jedem Jahr der Aufstieg, in der Saison 2011/2012 kam es nach einem Durchmarsch durch die 2. Bundesliga Süd in der Bundesliga an. In der Saison 2012/2013 erreichte es den 7. Tabellenplatz, welcher zum Klassenerhalt in der höchsten deutschen Spielklasse führte. 2018 wurde die Mannschaft Deutscher Meister und 2019 Deutscher Pokalsieger. Die 2. Damenmannschaft schaffte 2020 den Aufstieg in die 2. Liga.
Cheftrainer war von mind. 2013 bis mind. 2018 Péter Gárdos.
Das Team der Saison 2018/19 bestand aus der ehemaligen Europameisterin Liu Jia, Nationalspielerin Sabine Winter, Nationalspielerin Kristin Lang, der ehemaligen Doppel-Europameisterin Swetlana Ganina und der Ukrainerin Katharina Michajlova. Für die Folgesaison wurden Lily Zhang, Anastasia Bondareva und Ding Yaping verpflichtet. Die Verträge mit Katharina Michajlova und Sabine Winter wurden nicht verlängert.
Dem Team der Saison 2024/25 gehören Annett Kaufmann, Qianhong Gotsch, Hana Arapovic, Dina Meshref, Kristin Lang, Swastika Ghosh, Krisztina Toth und Laura Tiefenbrunner an.

## Fußball
Die Herrenmannschaft des SV-DJK Kolbermoor spielt in der Saison 21/22 in der Kreisklasse. Lokalrivalen sind der SC Pullach 03 sowie der TuS Großkarolinenfeld.

## Abteilungen
Neben der Tischtennisabteilung und Fußball bietet der Verein die Sportarten Aikido, Badminton, Basketball, BMX, Eishockey, Gewichtheben, Judo, Leichtathletik, Ski, Sportkegeln Taekwondo, Volleyball und weitere an.